# Monhystrella aff. plectoides
Monhystrella aff. plectoides är en rundmaskart. Monhystrella aff. plectoides ingår i släktet Monhystrella, och familjen Monhysteridae. Arten är reproducerande i Sverige.